# Político sem partido
Um político sem partido ou independente é um político não filiado a qualquer partido político ou associação burocrática. Há inúmeras razões pelas quais alguém pode se candidatar a um cargo como independente.
Alguns políticos têm visões políticas que não se alinham com as plataformas de nenhum partido político e, portanto, optam por não se filiar a eles. Alguns políticos independentes podem estar associados a um partido, talvez como ex-membros dele, ou então têm opiniões que se alinham a ele, mas optam por não se candidatar em seu nome, ou são incapazes de fazê-lo porque o partido em questão selecionou outro candidato. Outros podem pertencer ou apoiar um partido político a nível nacional, mas acreditam que não devem representá-lo formalmente (e, portanto, estar sujeitos às suas políticas) a outro nível. Os independentes podem formar um partido, aliança ou grupo técnico com outros independentes e registrar formalmente essa organização autônoma.
Os independentes às vezes optam por formar um partido, aliança ou grupo técnico com outros independentes, e podem registrar formalmente essa organização. Mesmo quando a palavra "independente" é usada, tais alianças podem ter muito em comum com um partido político, especialmente se houver uma organização que precise aprovar os candidatos "independentes".

## Brasil
Os políticos sem partido não podem disputar eleições a cargos públicos no Brasil. A constituição brasileira, em seu artigo 14, §3º, inciso V, diz que "são condições de elegibilidade: V - filiação partidária". No entanto, uma Proposta de Emenda à Constituição (PEC) no. 6/2015, de autoria do senador José Reguffe, propõe a permissão a candidatura independente de indivíduos que tenham o apoio de pelo menos 1% dos eleitores capazes de votar na região (cidade, estado ou país, dependendo da eleição) em que o candidato está concorrendo. A proposta atualmente está tramitando na Comissão de Constituição e Justiça do Senado Federal. Atualmente, membros do poder legislativo e executivo podem deixar seus respectivos partidos depois de eleitos, como é o caso do senador Reguffe, que deixou o Partido Democrático Trabalhista (PDT) em 2016.
Em 15 de agosto de 2016, o jurista Rodrigo Mezzomo, anteriormente filiado ao PSDB, entrou com um pedido de registro no TRE-RJ para concorrer à Prefeitura do Rio de Janeiro-RJ por meio de candidatura avulsa, sem vínculo partidário, com base nos termos do Pacto de São José assinado na Costa Rica, que tem o Brasil entre os signatários. Embora a decisão de primeira instância e seu recurso tenha negado a ele o direito de concorrer, pelo tribunal entender "não ser possível, no ordenamento jurídico pátrio, lançar candidatura avulsa a cargo eletivo", Mezzomo se diz disposto a recorrer até o Supremo Tribunal Federal, e portanto o desfecho do caso encontra-se pendente.
Em 5 de outubro de 2017, o Supremo Tribunal Federal (STF) decidiu conferir a chamada “repercussão geral” a ação que busca permissão para que um político sem partido dispute eleições. Com a decisão, a futura decisão da Corte sobre o tema deverá ser seguida por todos os demais tribunais do país. Ainda não há data para o julgamento que vai permitir ou proibir as chamadas candidaturas avulsas. Atualmente, a Justiça Eleitoral barra candidatos sem filiação.
Em 12 de novembro de 2019, o presidente brasileiro Jair Bolsonaro anunciou sua saída do Partido Social Liberal (PSL), em preparação para o lançamento de seu novo partido, o Aliança pelo Brasil (ALIANÇA). O projeto acabou não sendo bem sucedido e Bolsonaro se juntou ao Partido Liberal (PL) para disputar as eleições de 2022. Seguido os mesmos passos de Bolsonaro, Antonio Denarium, governador de Roraima, fez o mesmo e, em suas redes sociais, anunciou apoio ao presidente na criação do Aliança pelo Brasil.
Em 17 de outubro de 2024 durante um evento de esquerda, Manuela D'ávila anunciou a sua saída do Partido Comunista do Brasil (PCdoB), o qual ela foi filiada por 25 anos.

## Estados Unidos

#### Presidente
George Washington é o único presidente dos EUA eleito como independente até o momento. Washington se opôs ao desenvolvimento de partidos políticos, que começaram a se solidificar como a facção federalista, centrada em torno de John Adams e Alexander Hamilton, e a facção democrata-republicana, centrada em torno de Thomas Jefferson e James Madison. Washington temia que o partidarismo acabasse por destruir o país, e advertiu contra "os efeitos nefastos do espírito de partido" em seu discurso de despedida de 1796.
John Tyler foi expulso do Partido Whig em setembro de 1841, e efetivamente permaneceu independente pelo resto de sua presidência. Mais tarde, ele retornou ao Partido Democrata e brevemente tentou a eleição em 1844 como um democrata Tyler, mas retirou-se por medo de dividir o voto democrata e dar a eleição ao candidato Whig Henry Clay.
Desde 1900, candidatos notáveis que concorrem como independentes para a presidência dos EUA incluem o congressista John Anderson em 1980, o empresário bilionário Ross Perot em 1992 e 1996 (em 1996 sob o recém-fundado Partido Reformista), o ex-candidato do Partido Verde Ralph Nader nas eleições de 1996 e 2000, e o candidato conservador "Never Trump" Evan McMullin em 2016. De todos os candidatos independentes desde Washington, Perot teve o melhor desempenho, não obtendo votos no Colégio Eleitoral, mas recebendo 19% dos votos populares e, no início da temporada eleitoral, liderando as pesquisas contra seus adversários Bill Clinton e George H. W. Bush. Além disso, McMullin recebeu 21% do voto popular em seu estado natal, Utah, mas recebeu pouco apoio do restante do país. O senador independente Bernie Sanders concorreu nas primárias presidenciais do Partido Democrata de 2016 e 2020, mas acabou não aparecendo na cédula de votação nem nas eleições presidenciais de 2016 nem nas de 2020, embora tenha recebido mais de 5% do voto popular como candidato em seu estado natal, Vermont.

## Portugal
As únicas eleições em que são permitidas a participação de independentes são as autárquicas (com listas chamadas "grupo de cidadãos eleitores") e as presidenciais. Por exemplo, Marcelo Rebelo de Sousa, atual presidente da República de Portugal desde 2016, era militante destacado do Partido Social Democrata aquando da sua eleição, mas suspendeu a militância no dia da tomada de posse.

## Reino Unido
A lei de 1998 relativa ao registo dos partidos políticos estabeleceu as primeiras regras específicas no Reino Unido relativas à utilização do termo «independente» pelos candidatos às eleições. Essa lei foi revogada, com a maior parte do seu conteúdo abrangido pela Parte II da Lei dos Partidos Políticos, Eleições e Referendos de 2000. Os candidatos às eleições locais do Reino Unido e às eleições parlamentares do Reino Unido, incluindo os parlamentos e assembleias descentralizados, podem utilizar o nome de um partido político registado, ou o termo «Independente» (ou o seu equivalente em língua galesa annibynol) ou nenhuma descrição do boletim de voto (esta última escolha foi usada, por exemplo, por David Icke nas eleições suplementares de Haltemprice e Howden de 2008).
Alguns grupos no Reino Unido que não estão filiados a nenhum partido nacional ou regional registaram partidos políticos baseados em localidades. Alguns exemplos ingleses são o Independent Kidderminster Hospital and Health Concern, a Epsom and Ewell Residents Association, o Devizes Guardians, o Derwentside Independents e o East Yorkshire Independents.